# Torneio da Festa da Uva
O Torneio da Festa da Uva foi um torneio de futebol realizado na cidade gaúcha de Caxias do Sul, nos anos de 1961 e 1965, com times gaúchos de Caxias do Sul e de Porto Alegre. Em 1994 o torneio foi reeditado com patrocínio da empresa Parmalat e contou com a participação de times que tinham seu patrocínio. Em 2016 houve uma nova reedição do torneio aproveitando a partida válida pelo Campeonato Gaúcho de 2016 entre Juventude e Internacional. Em todas as quatro edições o torneio ocorreu durante a Festa da Uva, evento tradicional que ocorre anualmente na cidade de Caxias do Sul.

## Edição de 1961
- Participantes: Flamengo-RS, Internacional e Juventude
- Jogos

| 2 mar. 1961 | Juventude      | 2 – 1 | Internacional | Caxias do Sul |
|             | Cláudio · Babá |       | Sepé          |               |

| 4 mar. 1961 | Flamengo-RS | 1 – 1 | Internacional | Caxias do Sul |
|             | Irajá       |       | Sepé          |               |

| 2 abr. 1961 | Flamengo-RS | 0 – 5 | Juventude                  | Caxias do Sul |
|             |             |       | Leonardo · Ambrósio · José |               |

| Torneio da Festa da Uva 1961 |
| ---------------------------- |
| Juventude Campeão Invicto    |

## Edição de 1965
- Participantes: Flamengo-RS, Grêmio, Internacional e Juventude
- Jogos

| 14 mar. 1965 | Flamengo-RS  | 2 – 3 | Grêmio           | Estádio da Baixada Rubra, Caxias do Sul |
|              | Artur · José |       | Alcindo · Walter |                                         |

| 14 mar. 1965 | Juventude                | 2 – 4 | Internacional                          | Estádio da Baixada Rubra, Caxias do Sul |
|              | João Carlos · Luís Cesar |       | Vanderlei · Puccinelli · Scala · Bugre |                                         |

| 17 mar. 1965 | Flamengo-RS | 0 – 2 | Internacional | Estádio Alfredo Jaconi, Caxias do Sul |
|              |             |       | Wanderlei     |                                       |

| 17 mar. 1965 | Juventude | 0 – 2 | Grêmio  | Estádio Alfredo Jaconi, Caxias do Sul |
|              |           |       | Alcindo |                                       |

| 20 mar. 1965 | Juventude  | 1 – 0 | Flamengo-RS | Estádio Alfredo Jaconi, Caxias do Sul |
|              | Guerra 85' |       |             |                                       |

| 21 mar. 1965 | Grêmio | 0 – 0 | Internacional | Estádio da Baixada Rubra, Caxias do Sul |
|              |        |       |               |                                         |

| Copa da Festa da Uva 1965                |
| ---------------------------------------- |
| Grêmio e Internacional Campeões invictos |

## Edição de 1994
- Participantes: Caxias, Internacional, Juventude e Vitória
- Jogos

| 13 mar. 1994 semifinal | Caxias | 0 – 4 | Internacional | Caxias do Sul |
|                        |        |       |               |               |

| 13 mar. 1994 semifinal | Vitória | 2 – 0 | Juventude | Caxias do Sul |
|                        |         |       |           |               |

| 15 mar. 1994 Decisão de 3º lugar | Juventude | 3 – 3 (3x2 pen) | Caxias | Estádio Alfredo Jaconi, Caxias do Sul |
|                                  |           |                 |        |                                       |

| 15 mar. 1994 Final | Vitória                                    | 4 – 1           | Internacional | Estádio Alfredo Jaconi, Caxias do Sul |
|                    | Dourado · Ramon Menezes · Gil Baiano · Dão | Barradão online |               |                                       |

Vitória: Róger, Rodrigo, João Marcelo (China), Roberto e Rômulo; Dourado (Souza), Paulo Isidoro e Giuliano; Alex Alves (Dão), Ramon Menezes (Gil Baiano) e Pichetti (Fabinho).
Técnico: João Francisco
| Torneio da Festa da Uva 1994 |
| ---------------------------- |
| Vitória Campeão Invicto      |

## Edição de 2016
- Participantes: Internacional e Juventude
- Jogos:| 28 fev. 2016 | Juventude | 0 - 1 | Internacional | Estádio Alfredo Jaconi, Caxias do Sul |
|              |           |       | Eduardo Sasha | Árbitro: Francisco Neto               |